# M. H. J. Schoenmaekers
Mathieu Hubertus Josephus Schoenmaekers (Maastricht, 1875. december 13. — Laren, Észak-Hollandia, 1944. december 18.) holland matematikus, filozófus és teológus, a Teozófiai Társaság és a De Stijl csoport tagja.

## Életpályája
Atyja, Joannes Hubertus Schoenmaekers boltos volt, anyja Mathieu Schoenmaekers M. H. J. Schoenmaekers születésekor meghalt. A félárva gyermeket apai nagyszülei nevelték, merev polgári és szigorú katolikus nevelésben részesült. A papi pályára szánták. Gimnáziumi tanulmányait Rolduc-ban fejezte 1888-ban. Ezután kétéves filozófiai kurzust végzett, majd Roermond püspök közbenjárására 1896-tól a jezsuiták által vezetett római Gregoriana egyetemen tanult teológiát és filozófiát, egyik professzora, E. Gismondi hatására bibliai tanulmányokat is folytatott. Filozófiából 1899-ben, teológiából pedig 1900-ban szerzett doktori fokozatot. Tanulmányainak befejezése után visszatért Hollandiába.
Amszterdamban tanításból élt, majd kibocsájtott egy brossurát Miért hiszel? Levelek a józan eszű emberekhez címen. Már Rómában is kétségek gyötörték, egyre inkább úgy érzékelte, hogy a Római katolikus egyház elnyomó intézmény, amely kevés teret enged az autentikus vallási élménynek. Sok időt töltött belga kolostorokban, s elgondolkodott a saját helyzetén is. Azt sem helyeselte, hogy a katolikus papi hivatás és a házasodás nem egyeztethető össze. 1903-ban szakított a papi hivatással, megvált a katolikus egyházi intézménytől, de nem vált meg a katolikus hittől. Polgári foglalkozást választott, újságíró lett Amszterdamban. 1904-ben egy színes anarchista magazint alapított. 1905-ben írt egy röpiratszerű önéletrajzi regényt a katolikus egyház ellen. Azt tapasztalta, hogy irodalmi körökben szimpatizálnak az ő nézeteivel, természetesen sok ellensége is támadt, különösen az amszterdami szabadkőműves páholy tagjai közt.
1905-től csatlakozott a Teozófiai Társasághoz, többször kilépett, aztán újra csatlakozott. 1907-ben jelent meg A hit, az új ember c. könyve, amelyet a nietzschei szellem hatott át, a ténylegesen szabad szellemű embereknek képzelt el egy spirituális vezetőt. 1906-ban megházasodott Hágában, újabb könyvet írt, amelyben a teozófia egy keresztény és nem okkult változatát mutatta be. 1911-ben az istentisztelet nyelvéről értekezett.
Teológiai iskolába járt 1911-12-ben Meadville városában, Pennsylvania államban. 1912 novemberében tért haza, Blaricum, majd Laren lett aktivitásának helye. 1915-ben jelentek meg az Új világ és a Vizuális matematika alapelvei témájú kötetei. 1916-tól kapcsolatba került avantgárd művészekkel, s igen nagy hatást gyakorolt rájuk, főleg Piet Mondrian absztrakt művész esztétikai elveire, továbbá Bart van der Leck festőre, Charles Schmidt evangélikus teológusra, a festő és irodalmár Theo van Doesburg, a belga szobrász Georges Vantongerloo és a zeneszerző, Jacob Domselaar művészetére. Schoenmaekers az absztrakt művészet elméleti megalapozója lett Hollandiában, a De Stijl művészcsoport filozófusa. Az volt a meglátása, hogy a valóság, a kép kifejezhető a matematika nyelvén a vonal, a kör és az ellipszis segítségével, tehát helyettesíthető a korábbi pozitív misztika és a vizuális gondolkodás. Írt ezzel kapcsolatban sorozatköteteket. 
Az 1920-as években már gyengült befolyása annak ellenére, hogy mind írásban, mind szóban magával ragadó és toleráns egyéniség volt, s kiváló szónok. 1933-ban foglalta össze utoljára filozófiai nézeteit a Bevezetés a filozófiába című kötetében. 1936-ban megalapította a Synthese című filozófiai folyóiratot. Főleg az okkultizmus és az ezoterika képviselője volt.